# Line 6 POD

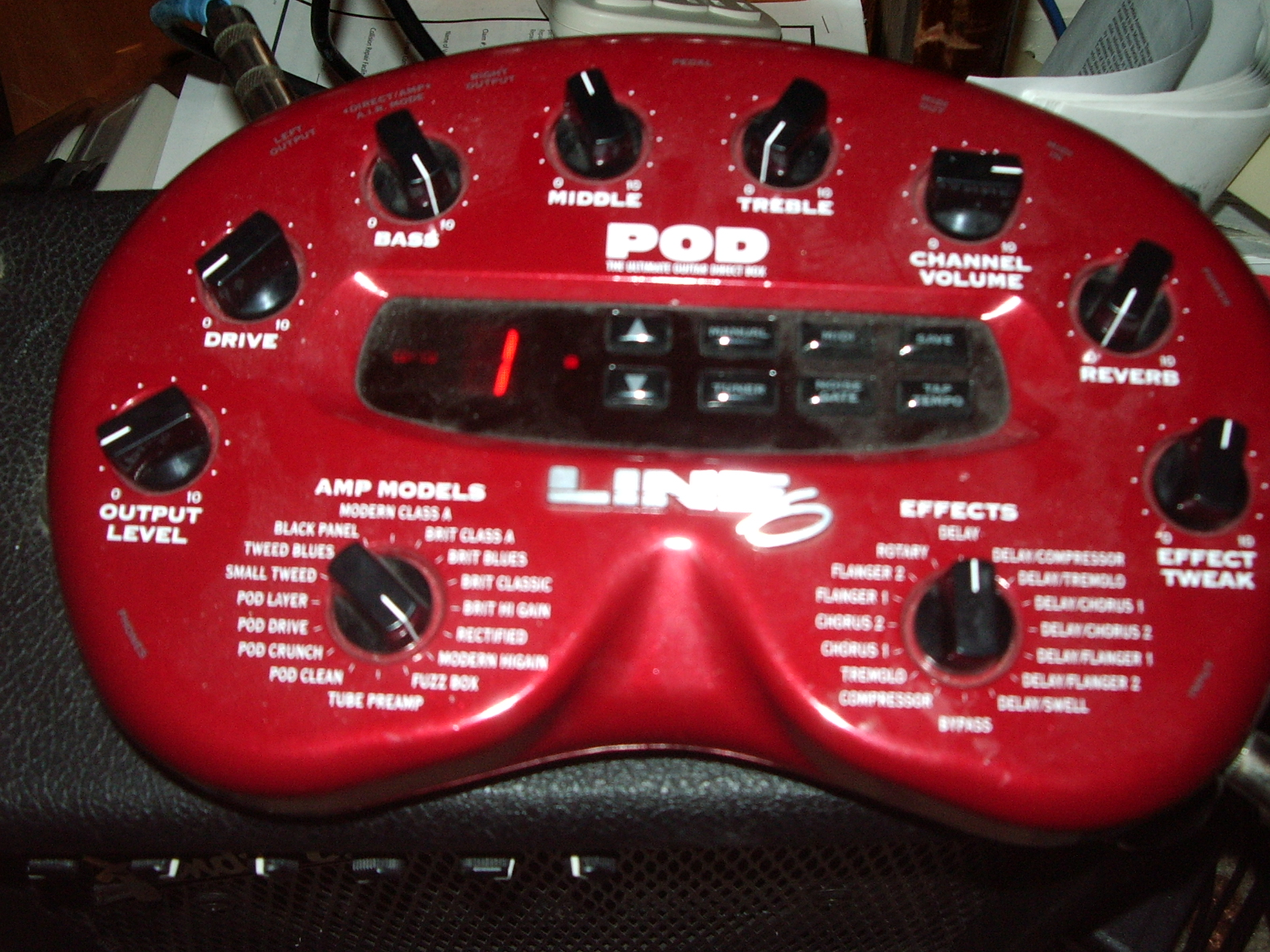
Line 6 POD 2.0 de bekendste telg uit de POD familie

De Line 6 POD is een stukje elektronica dat gebruikt wordt om de klank van allerlei geluidsapparatuur te reproduceren. Dit effect voor gitaren kan gebruikt worden om al dan niet kostbare gitaarversterkers en luidsprekerkabinetten na te bootsen. POD's waren van oorsprong losse, rode, niervormige kastjes om aan gitaren te hangen. Voor basgitaren zijn ze antraciet. Er zijn kwamen later ook rack- en pedaalvormige varianten van op de markt.
Het effect maakt gebruik van modellingtechniek die, anders dan bij samples in bijvoorbeeld keyboards, gebruikmaakt van analyses van het geluid van de originele apparatuur.
De karakteristieken van de klank zijn digitaal vastgelegd.
De POD was in eerste instantie vooral bedoeld om het opnameproces in de studio makkelijker te maken, Omdat uiteenlopende apparatuur kan worden nagebootst, is minder kostbare elektronica zoals versterkers en microfoons nodig, en is het niet nodig om dure afgeschermde ruimtes te gebruiken.

## Revolutie
De introductie van de line6 POD was een ware revolutie in studioland die voortborduurde op de technieken die Line6 had ontwikkeld voor hun Flextone versterker, de eerste commercieel succesvolle (digitale) modellingversterker. Door deze technologie werd het plotseling mogelijk om in een homestudio het geluid van een Marshallversterker op niveau 10 na te bootsen en op te nemen zonder daarbij de benodigde decibels te produceren die daar gewoonlijk bij vrijkomen. Binnen korte tijd was de POD in de meeste opnamestudio's te vinden. Hoewel het geluid niet identiek aan een echte versterker met microfoon is bleek het geluid wel zeer bruikbaar en het tijdrovende opbouwen en plaatsen van microfoons te vervangen. Met name bij het inspelen van demo’s, waarbij het geluid niet van de allerhoogste kwaliteit hoeft te zijn maar vooral een indruk van de bedoeling moet geven, werd dit een geliefd stuk gereedschap
Na de POD kwamen ook andere fabrikanten met soortgelijke apparaten. Ook werden er softwarepakketten met dezelfde mogelijkheden ontwikkeld in navolging van de POD.

## Andere toepassingen
Ook live is de POD heel goed bruikbaar; echter, het optionele Floorboard is dan een vereiste om alles uit de POD te halen en efficiënt te kunnen werken.
In plaats daarvan kan ook een kleine footswitch aan de POD gehangen worden, maar die is beperkt tot het kiezen van kanalen.
Onder kenners lopen de meningen uiteen over de POD in vergelijking met echte versterkers.
De vergelijking wordt niet altijd eerlijk gemaakt, daar POD bedoeld is om een compleet gitaargeluid neer te zetten; denk aan microfoon en omgeving kleuring (A.I.R.). Door dit verschijnsel is de kleuring vaak anders dan een traditionele versterker. Toch zijn de modellingversterkers en POD's het niveau van speelgoed al lang en breed voorbij, en ze komen soms bijzonder dicht in de buurt van de originelen.
Van de POD zijn inmiddels nieuwe versies uitgebracht, sommige borduren voort op de originele POD en andere zoals de XT, de X3 en de HD serie hebben geavanceerder software, krachtiger processors en een ander uiterlijk. Ook hebben ze een usb aansluiting die het mogelijk maakt direct in de computer op te nemen en presets van het internet te downloaden. Ook werden er al gauw uitgebreidere rackuitvoeringen geproduceerd die waren gericht op de professionele opnamestudios. Evenals versies van de POD die in een multi-effectpedaal waren geïntegreerd en voor de podiummuzikant zijn bedoeld.

## Versies van de POD

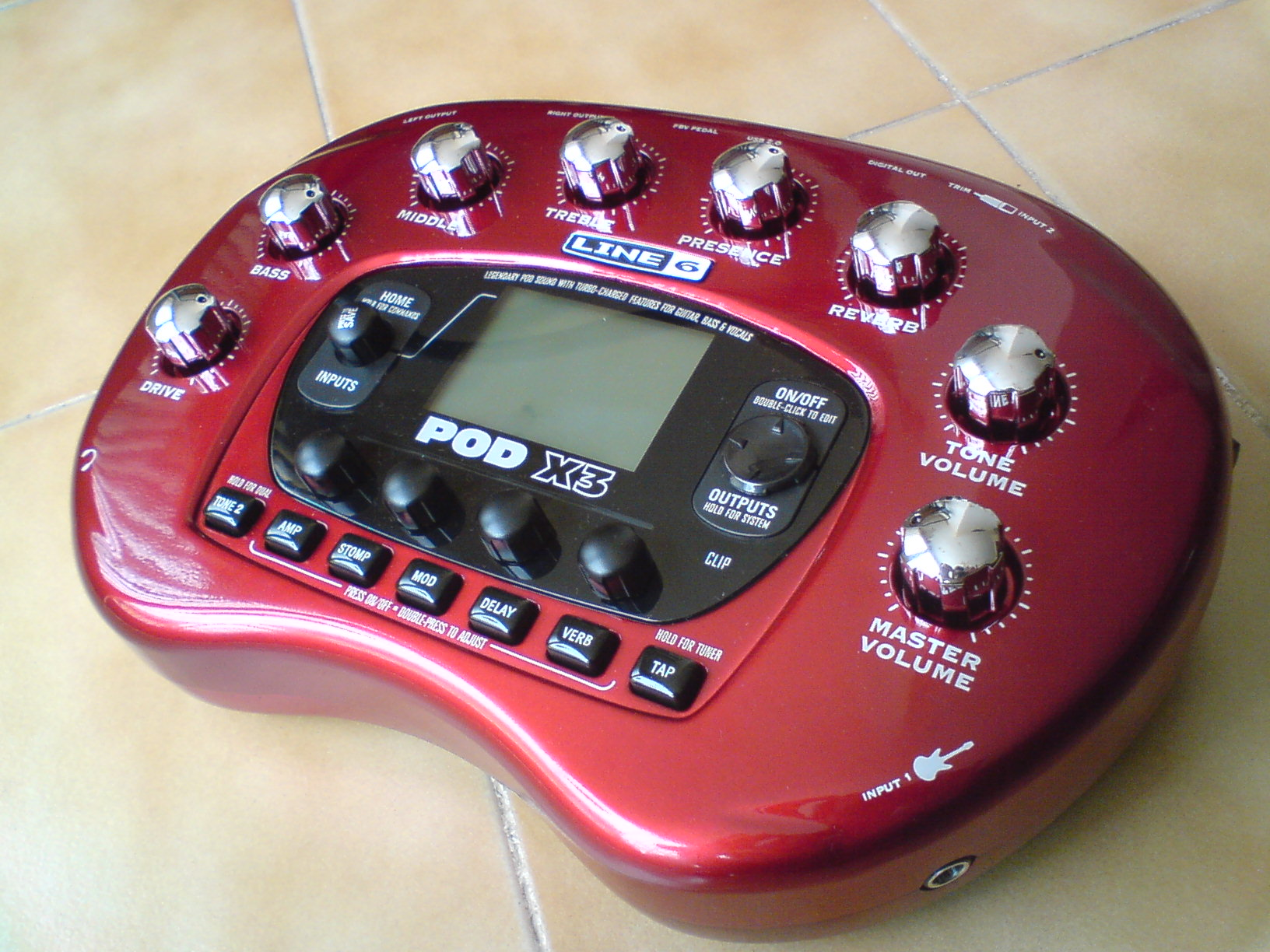
Pod X3

### Eerste generatie: POD 1.0
De Pod 1.0 werd ontworpen rond de technieken uit de Line 6 Flextone-versterkers.
- POD 1.0 - 16 gitaarversterkermodellen

### Tweede generatie: POD 2.0
De POD 2.0 werd ontworpen rond de technieken van de Flextone II-serie
- POD 2.0 - 32 gitaarversterkermodellen
- POD PRO
- Floor POD - 12 gitaarversterkermodellen, drie voetschakelaars en een expressiepedaal
- Floor POD Plus - 32 gitaarversterkermodellen, zeven voetschakelaars en een expressiepedaal
- Bass POD
- Bass Floor POD - 5 basversterkermodellen
- Pocket POD - een broekzakformaat POD met 32 gitaarversterkermodellen
- Pocket POD Express - een goedkopere uitgeklede versie van de pocket POD met 5 gitaarversterkermodellen

### Derde generatie: POD XT
De POD XT serie ging veel verder dan de voorgaande lijn. Zo was het door meer rekenkracht en een andere userinterface mogelijk om meerdere effecten tegelijk aan te zetten. De techniek was gebaseerd op de Line 6 Vetta, de gitaarversterker die toen Line 6’ vlaggenschip was.
- POD xt - 36 gitaarversterkermodellen
- POD xt PRO - 36 gitaarversterkermodellen (19 inch rack-uitvoering)
- POD xt Live - 42 gitaarversterkermodellen in de vorm van een multi-effectpedaal
- Bass POD xt - 28 basversterkermodellen
- Bass POD xt Pro -28 basversterkermodellen (19 inch rack-uitvoering)
- Bass POD xt Live - 28 basversterkermodellen

### Vierde generatie: POD X3
- POD X3 - 78 gitaarversterkermodellen en 28 basgitaar versterkermodellen
- POD X3 Pro - 78 gitaarversterkermodellen en 28 basversterkermodellen (19 inch rack-uitvoering)
- POD X3 Live - 78 gitaarversterkermodellen and 28 basversterkermodellen

### Vijfde generatie: POD HD
In september 2010 kwam de POD HD-serie op de markt.  
- POD HD
- POD HD300
- POD HD400
- POD HD500
- POD HD Pro (rack)

Geïntroduceerd in 2014:
- POD HD500 X
- POD HD Pro X (rack)

### Zesde generatie POD Go
Op de Winter NAMM van 2020 werd een nieuwe POD, de POD Go geïntroduceerd. Deze bouwt qua filosofie verder op de POD HD serie en is een stuk kleiner en simpeler dan de Line 6 Helix-serie die veel meer op effecten is gericht en als een alleskunner is bedoeld. De klankkwaliteit is desalniettemin wel vergelijkbaar met de Helix.

## Trivia
- In oktober 2010 noemde het gezaghebbende Britse vakblad Sound on Sound voor opnametechnici de Line 6 POD bij de 25 invloedrijkste producten die in de afgelopen 25 jaar op het gebied van opnamestudio-gerelateerde apparatuur op de markt was gebracht in een artikel getiteld "25 products that changed recording".